# لويس ألفريدو لوبيز
لويس ألفريدو لوبيز (بالإسبانية: Luis Alfredo López)‏ (29 أغسطس 1986 بكوماياغوا في هندوراس - ) هو لاعب كرة قدم هندوراسي في مركز الهجوم، شارك في الألعاب الأولمبية الصيفية 2008. وشارك مع منتخب هندوراس تحت 23 سنة لكرة القدم ومنتخب هندوراس لكرة القدم. أما مع النوادي، فقد لعب مع نادي بوتيف بلوفديف ونادي ماراثون ونادي موتاجوا ‏ وComayagua F.C. ‏ ونادي بلاتنسي وAlacranes de Durango ‏ وFK Srem ‏ وJuventud Escuintleca ‏ وDeportivo Nueva Concepción ‏ وDeportes Savio F.C. ‏ وFK Novi Pazar ‏.

## وصلات خارجية
- لويس ألفريدو لوبيز على موقع الاتحاد الدولي (مؤرشف)  (الإنجليزية)
- لويس ألفريدو لوبيز على موقع قاعدة بيانات كرة القدم.إي يو (الإنجليزية)
- لويس ألفريدو لوبيز على موقع ناشيونال فوتبول تيمز (الإنجليزية)
- لويس ألفريدو لوبيز على موقع Soccerway.com (الإنجليزية)
- لويس ألفريدو لوبيز على موقع أوليمبيديا (الإنجليزية)